# Mihajlo Iščenko
Mihajlo Oleksijovič Iščenko (ukrajinsko Михайло Олексійович Іщенко) ukrajinski rokometaš, * 19. maj 1950.
Leta 1972 je na poletnih olimpijskih igrah v Münchnu v sestavi sovjetske rokometne reprezentance osvojil peto mesto.